# Olga Fatkulina
Olga Fatkulina est une patineuse de vitesse russe née le 23 janvier 1990 à Tcheliabinsk. Elle a remporté la médaille d'argent du 500 mètres femmes aux Jeux olympiques d'hiver de 2014, à Sotchi, un an après son titre mondial remporté sur le 1 000 mètres dans la même ville. Elle est disqualifiée pour dopage par le Comité international olympique le 24 novembre 2017 et doit rendre sa médaille d'argent.

## Palmarès

### Championnats du monde de sprint
- Médaille de bronze en 2018 à Changchun
- Médaille de bronze en 2020 à Hamar